# ان‌آی‌آی‌آی‌پی
ان‌آی‌آی‌آی‌پی (انگلیسی: NIIIP) شرکت صنایع جنگ‌افزاری روس است، که در سال ۱۹۱۱ تأسیس شد.